# La Tempête qui tue
Pour les articles homonymes, voir La Tempête.
Pour plus de détails, voir Fiche technique et Distribution.

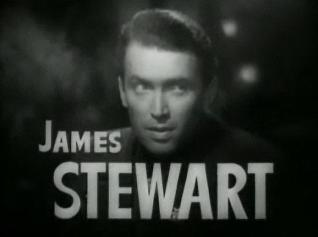
James Stewart.

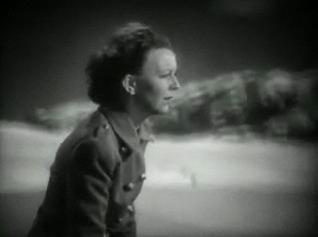
Margaret Sullavan.

La Tempête qui tue (The Mortal Storm) est un film américain en noir et blanc réalisé par Frank Borzage, sorti en 1940.
C'est l'un des films les plus frontalement anti-nazis sortis avant l'entrée en guerre des États-Unis. Ce qui entraîna l'interdiction des films produits par la MGM en Allemagne.

## Synopsis
Début des années 1930 dans une petite ville (entourée de montagnes) du sud de l'Allemagne.
Le jour de son soixantième anniversaire, le professeur Roth est fêté par tous : sa femme, ses enfants - sa fille, son fils et ses deux beaux-fils, mais aussi ses étudiants et ses collègues de l'université. Mais l'ambiance festive laisse bientôt place à une atmosphère nouvelle créée par l'arrivée au pouvoir d'Hitler qui réveille le nationalisme de la jeunesse en soif d'impérialisme. Seul Martin Breitner se déclare ouvertement inquiet par les événements qui réjouissent ses camarades ayant vite endossé l'uniforme. Devant ses yeux, l'instituteur juif est pris à partie et battu dans la rue. Prenant sa défense, Martin n'est accompagné que de la fille du professeur, Freya. Pour le sauver d'une mort certaine, Martin aide le vieil homme à franchir la frontière autrichienne (toute l'action du film se déroule avant l'Anschluss du 12 mars 1938) et lui-même reste en Autriche où il a de la famille.
Peu de temps après, c'est le professeur qui est emprisonné pour ses travaux scientifiques à rebours de l'eugénisme. Ses beaux-fils et celui qui faillit devenir son gendre ne font rien pour le sauver des griffes du parti qu'ils soutiennent pleinement.
Après la mort du professeur en cellule, sa femme, sa fille Freya et son jeune fils prennent le train Munich-Innsbruck pour se réfugier eux aussi en Autriche, mais Freya, qui a souhaité emporter avec elle le dernier travail inachevé de son père, est pour ce motif retenue à la frontière et la police nazie lui confisque son passeport avec interdiction de quitter l'Allemagne.
Alors qu'elle est désemparée, un mot de la mère de Martin l'amène à la ferme de celle-ci, située dans les hauteurs enneigées. Elle a l'heureuse surprise d'y retrouver Martin. Sans doute alerté par la mère de Freya, il est revenu incognito pour l'aider à se sauver en Autriche durant la nuit.
Ayant chaussé des skis, les deux jeunes gens grimpent vers le col pour ensuite dévaler l'autre versant et passer en Autriche, mais une patrouille allemande s'est lancée à leur poursuite. Tandis que le couple d'amoureux glisse à skis vers la liberté, un tir d'arme à feu touche la jeune femme. Elle meurt dans les bras de Martin, aux portes du village autrichien.
Les deux demi-frères de Freya apprennent la triste nouvelle ; l'un d'eux se réjouit de savoir que Martin, du moins, est sauvé. Il se fait gifler par son frère, qui le quitte.

## Fiche technique
- Titre : La Tempête qui tue
- Titre original : The Mortal Storm
- Scénario : Claudine West, Hans Rameau, George Froeschel, Phyllis Bottome (roman)
- Direction artistique : Cedric Gibbons, assisté de Richard Rosson (non crédité)
- Décors de plateau : Edwin B. Willis
- Costumes : Adrian, Gile Steele
- Photographie : William H. Daniels, Lloyd Knechtel (non crédité) et Leonard Smith (non crédité)
- Musique : Bronislau Kaper et Eugene Zador (crédités ensemble "Edward Kane")
- Montage : Elmo Veron
- Producteurs : Frank Borzage et Victor Saville (non crédité)
- Société de production : Loew's Company, Metro-Goldwyn-Mayer
- Format : noir et blanc - 1.37:1  - Son : Mono (Western Electric Sound System)
- Pays d'origine : États-Unis
- Langue : anglais
- Genre : Drame
- Durée : 100 min
- Dates de sortie :
  - États-Unis : 14 juin 1940
  - France : 16 avril 1948

## Distribution
- James Stewart : Martin Breitner
- Margaret Sullavan : Freya Roth, fille du professeur Roth
- Robert Young : Fritz Marberg, fiancé de Freya
- Frank Morgan : le professeur Viktor Roth
- Robert Stack : Otto von Rohn, beau-fils du professeur Roth
- Bonita Granville : Elsa, servante de Hilda Breitner
- Irene Rich : Amélie Roth, femme du professeur Roth
- William T. Orr : Erich von Rohn, beau-fils du professeur Roth
- Maria Ouspenskaya : Hilda Breitner, mère de Martin
- Gene Reynolds : Rudi Roth, fils du professeur Roth
- Russell Hicks : le recteur de l'université
- William Edmunds : Lehman, le concierge de l'université
- Esther Dale : Marta, la servante des Roth
- Granville Bates : le professeur Berg
- Ward Bond : Franz, de la patrouille
- Sue Moore
- Julius Tannen
- Gus Glassmire

Et, parmi les acteurs non crédités :
- Rudolph Anders : l'agent de la Gestapo Hartman
- Tom Drake : un étudiant (2e scène de classe)
- Lucien Prival : un officier vérifiant les passeports dans le train
- Bert Roach : le gros homme qui chante, au café

## La représentation du nazisme dans le film
Dès les premières scènes, avant même l'arrivée du NSDAP  au pouvoir en janvier 1933, l'idéologie nazie est présente dans l'esprit de la population : lors de l'anniversaire du professeur avec sa famille quand la plupart des membres se précipite autour du poste radio dès qu'ils apprennent la nomination d'Hitler en tant que chancelier, oubliant même la raison de leur venue. 
Durant le film, la montée rapide du parti nazi est mise en avant par  des changements sociologiques tels que le salut nazi « Heil Hitler », de nouveaux hymnes (chants) et, pour certains, le port de l'uniforme des S.A. (Sturmabteilung). Le parti pris le plus évident du réalisateur est le parallélisme de plusieurs scènes, comme celles se déroulant dans la classe du professeur : l'une où tous les étudiants en civil souhaitent l'anniversaire du professeur et l'autre, quelques plans plus tard, où presque tous les étudiants portent l'uniforme et quittent la salle au milieu du cours, remettant en cause son autorité. On retrouve ces étudiants dans la cour, brûlant des livres contraires à l'idéologie nazie. 
Ce film montre l'emprise du pouvoir nazi, passant d'un respect du domaine privé (scène où les SA attendent Martin dans la rue pour le frapper) à sa violation (scène où les SA s'imposent dans la ferme).